# 1993年バレーボール男子アフリカ選手権
1993年バレーボール男子アフリカ選手権（1993 Men's African Nations Championship）は、1993年にアルジェリアのアルジェで開催された、アフリカバレーボール連盟主催の第9回バレーボールアフリカ選手権男子大会。
出場国は10カ国。アルジェリアが2大会連続2回目の優勝を飾った。

## 最終結果
| 順位 | 国               |
| ---- | ---------------- |
| 1    | アルジェリア     |
| 2    | チュニジア       |
| 3    | エジプト         |
| 4    | セーシェル       |
| 5    | モロッコ         |
| 6    | コンゴ民主共和国 |
| 7    | ケニア           |
| 8    | 南アフリカ共和国 |
| 9    | コートジボワール |
| 10   | ボツワナ         |